# 森田屋すひろ
森田 屋すひろ（もりた やすひろ、1970年2月16日 - ）は、主にテレビゲームに関する漫画やイラストなどを手がけている漫画家である。初期の名前はありきた（-1992年頃改名）。東京都在住。
代表作は4コマまんが王国の「ファイアパックンシリーズ」など。トゥルーラブストーリーの公式イラストレーターの一人でもある。

## 作者の変遷
- 双葉社が刊行しているゲームコミック「4コマまんが王国」シリーズで1992年から1997年ごろまで多数の漫画を描いている。同シリーズの編集部においても中村里美に並ぶ主力作家とみなされていたとみられる。
- 4コマまんが王国のマリオシリーズ系4コマ漫画では、独特のキャラクター性をもったファイアパックンを中心に漫画を描いたいわゆる「ファイアパックンシリーズ」が人気を集めた。
- その後、トゥルーラブストーリーの公式イラストレーターの一人として、同ゲームの出版物に携わる。
- 2001年より、初のオリジナル作品「プリプリプリン（角川書店）」の連載を開始、2002年10月にエンターブレインより単行本化された。
- 2004年より、閉鎖していた自身のサイトの名前を「森田屋インフォ」に改め、運営を再開している。

## 特徴
- 4コマまんが王国時と、トゥルーラブストーリーなどの漫画およびオリジナル作品を担当している現在では、絵柄もタッチも大きく異なるため、一見して同一作家の絵であると確認するのは容易ではない。しかし初期からの名残は残されている。

## 「パックンフラワー四コマシリーズ」の世界

### 概要
- 「パックンフラワー四コマシリーズ（森田屋すひろ公式の呼称）」いわゆる「ファイアパックンシリーズ」は、スーパーマリオ系の4コマまんが王国出版物にて森田屋すひろが連載したマリオ4コマ漫画のほぼ全般をさすとともに、森田屋すひろの実質的デビュー作かつ初ヒット作である。4コマまんが王国で連載され、中村里美の「ピーチ姫シリーズ」と並ぶ人気を集めた。独自のキャラクター性をもったファイアパックンを中心に展開される内容で、原作のスーパーマリオの設定とは殆ど関連性の無いオリジナルストーリーがほぼ全てを占めている。
- このシリーズはスーパーマリオ644コマまんが王国1の「パックン64」をもって最後となった。

### 作品リスト
- ファミコン4コマまんが王国3
  - 人生いろいろ
- スーパーマリオ4コマまんが王国1･2･4~7
  - パックンのしあわせ
  - パックンの旅立ち
  - 姫さまとパックン
  - ピーチ城計画
  - がんばれ主人公!?
  - マリオの弱点
  - ダイエット作戦
  - パックンとたぬきたち
  - 黒い影
  - 新年早々
  - マリオなオレ様
  - 国民感謝の日
  - ラブラブパニック
  - パックン1/8計画
  - 雨に微笑みを
  - 氷点下の特訓
  - 夏は夜
  - 影の大首領
- ★スーパーマリオ★ヨッシーアイランド4コマまんが王国1・2
  - ★スーパールイージ★パックンアイランド
  - パックンファミリー
- スーパーマリオ644コマまんが王国1
  - パックン64

### 主な登場人物
注意：ここで挙げられるキャラクターは、原作のスーパーマリオの設定・世界観とは大きく異なるパロディー設定である。よって原作キャラクターとの繋がりなどは一切ない。
ファイアパックン（後期作品では「パックン」）
このシリーズの主人公。自分に目がないことに不満をもったファイアパックンが、紙に目を描いて貼り付けたのが始まり。気性が荒く喧嘩っ早いが、脳みそがパックン自身の手（葉）の上にのるほど小さいため、計算などの論理的思考は苦手で度々ドジを踏んでしまう。夢は「マリオを倒して日本一になること」。マリオを倒すために修行の名目でクリボーを何匹も倒したり、日々土管に頭をぶつけて体を鍛えている。必殺技として「炎の必殺技（酒を飲んで強力な火炎を吐く）」「雷の必殺技（雨雲の真下でサンダーソードを振り上げ、避雷針となって手を握っていた相手を感電させるが、自身も感電する。不意打ちだがこれでマリオに勝った）」「氷の必殺技（かき氷を一気に数杯食べて体を凍らせる。また脳みそを頭から取ることで頭が痛まなくなり、何杯でも食べられるようになる）」を体得している。自身の姿に似せた巨大マシンを作ったが、マシンに自分の体をぶつけ、その反動でマリオに体当たりするという非効率なものだった。唯一の弱点はカナヅチ（泳げない）なこと。好きな人はピーチ姫。好きなかき氷は小豆練乳。仏教徒。
ピーチ姫
釣りと納豆ご飯が大好きな天然ボケのお姫様。城に釣堀を持つ。パックンに付きまとわれる度に、嫌々と追い返したり好意的に相手にしたりしている。パックンの行動を観て突っ込みを入れたり、呆れたりしている。城のリフォーム工事のためにキノピオの家を壊すなど、パックンほどではないが行動は大胆。水着はカエルスーツしか持っていない。
キノピオ
ピーチ姫の召使い。ピーチ姫の暴走を止める位置付けで、多くの漫画で突っ込み訳に徹している。ピーチ姫と海に訪れた際、姫の水着姿を見ようとしているマリオ兄弟を避けるために、自身が脱いでマリオ兄弟をズッコケさせた。ファイアパックンに毎朝配達される新聞と牛乳を盗まれていた。
プチパックン
ファイアパックンを「脳みそが少ないからダメね」と毒舌で批評し小馬鹿にしている。性別は女だが、体重はドッスンより重い。フーフーパックンと結婚したがっている。ファイアに木魚にされたことがある。
フーフーパックン
常にプチパックンと一緒に行動している。プチパックンに好かれているが、本人はその気ではないようだ。
マリオ兄弟
マリオとルイージの兄弟。無一文の貧乏暮らし。パンの耳を常備していたが、カビが生えて食べられなくなる。シリーズを通じて「森田屋マリオは喋らない」が定番であったが、最後の「パックン64（スーパーマリオ644コマまんが王国）」では初めて台詞を口にしている。
フラワーブラザーズ
パックンフラワーの大集団。漫画毎に9人衆から、宇宙から見て分かるほどの大人数を揃えてまで登場することもある。マリオを倒すために日々人数や土管の配置を研究し、マリオを倒そうとしているが、毎度のごとく失敗している。
納豆
ピーチ姫に食べさせる目的でファイアパックンが納豆に惚れ薬を混ぜたところ、納豆そのものが意思を持ち、ファイアパックンに恋をした。誤って惚れ薬を飲んでファイアパックンを好きになったマリオと戦い、勝った。
影の大首領
正体はファイアパックンの父親。ファイアより頭が堅く、また脳みそも小さい。目の周りに傷があり、首(茎？)にスカーフを巻いている。必殺技は「スペシャル頭突き」。ファイアパックンに戦いを挑み骨肉の争いを繰り広げ、実力では優位に立つが「掛け算が苦手」という弱点を逆手に取られ、ファイアから出された問題を解けずこの場は引き下がった。しかしファイア自身も答えを間違えており、影から見守っていたおふくろから「バカ親子」と悲しまれた。
ファイアのおふくろ
文字通りファイアパックンの母親。日本の古きよき時代の母親のような性格。マリオの姿になり行き倒れていたファイアを助け、食事を振舞った。ファイアにおむすびを作るなど、息子想い。ファイア曰く「アップになると読者がいなくなってしまう」。影の大首領の正体を知っており、二人の対決は避けられないものと悲しんでいた。

## 作品リスト

### ゲームコミック
- 双葉社 4コマまんが王国シリーズにて多数(1992年～1997年)。以下に掲載紙の一例を示す。
  - ファミコン4コマまんが王国3巻
  - スーパーマリオ4コマまんが王国1･2･4-7
  - MOTHER2・4コマまんが王国
  - ★スーパーマリオ★ヨッシーアイランド4コマまんが王国1-2
  - タクティクスオウガ4コマまんが王国
  - スーパーマリオ644コマまんが王国1
  - ぷよぷよ4コマまんが王国1

### オリジナル作品
- お嬢様電車
- トゥルーラブストーリー
- プリプリプリン
- 貼り切り苦楽部